# يوسف عبد الوهاب العدساني
يوسف عبد الوهاب محمد العدساني الهاشمي، سياسي كويتي وعضو سابق في المجلس التشريعي الكويتي الثاني، وهو والد رئيس مجلس الامة الكويتي السادس محمد العدساني.

## سيرته
ولد السياسي يوسف عبد الوهاب العدساني في الكويت - فريج الشيوخ - بدأ حياتة السياسية عندما أصبح عضو في مجلس المعارف 1936 م، ودخل الحياة البرلمانية في انتخابات المجلس التشريعي الكويتي الثاني وفاز بالمقعد، وايضا شارك في إنتخابات عام 1958 ونجح ب182 صوت (تم حل المجلس ولم تعقد جلسة واحدة)، وهو أحد المشاركين بوضع القانون الأساسي لنظام الحكم الذي وقع عليه الشيخ أحمد الجابر الصباح في 2 يوليو 1938 والذي (يعتبره بعض الكويتيون بمثابه دستور)، حيث كان القانون يتكون من خمسة مواد.

## أبناءه
- محمد يوسف العدساني - رئيس مجلس الامة الكويتي السادس.
- عبد العزيز يوسف العدساني. نائب سابق في مجلس الامة الكويتي ورئيس ديوان المحاسبة الكويتي.
- عبد الوهاب يوسف العدساني.
- سعد يوسف العدساني.
- مصطفى يوسف العدساني.
- عبد الله يوسف العدساني.